# Palacio del Duque del Infantado
El palacio del duque del Infantado es un palacio que se encuentra en la calle de Don Pedro, 1 con vistas a la plaza de los Carros y Carrera de San Francisco en Madrid (España). Primero perteneció al duque de Rivas.

## Descripción
La casa-palacio mantiene la estructura exterior así como la división interna tal como fue construido en el siglo XVII, aunque con las reformas que mandó hacer el duque del Infantado cuando la adquirió a finales del siglo XVIII. Se cree que casas accesorias fueron destinadas al aposento de los criados.
Ocupa un solar en forma de «C» y es una casa típica de corredor con dos plantas complementada con una de sótanos y otra de buhardillas. Llama la atención su portada descentrada. En la portada principal, sobre el dintel del balcón central, está el escudo nobiliario de los Mendoza de la Vega, antepasados del duque del Infantado. Desde ahí se da paso a un zaguán en el que se encuentra una portada renacentista que procede del castillo de la Calahorra de Granada.

## Propietarios
El 8 de julio de 1977 se incoó un expediente para su declaración como Bien de Interés Cultural.
En el año 2000 fue adquirido por la Fundación Universitaria San Pablo CEU, restaurándola y adaptándola para un uso docente y cultural bajo el proyecto del arquitecto José María Marsá.
Desde 2014 pertenece a la cervecera Mahou por diez millones de euros con el fin de crear un museo dedicado a la divulgación de la cerveza. Héctor Fernández Elorza resultó ganador del concurso de ideas convocado en el Colegio Oficial de Arquitectos de Madrid en 2015. A finales de 2019 se aprobó por el consistorio local el proyecto de remodelación que contempla el cambio uso de equipamiento educativo a cultural privado. El coste estimado de la remodelación rondará los 5 millones de euros.